# Lübecker Bischofshof

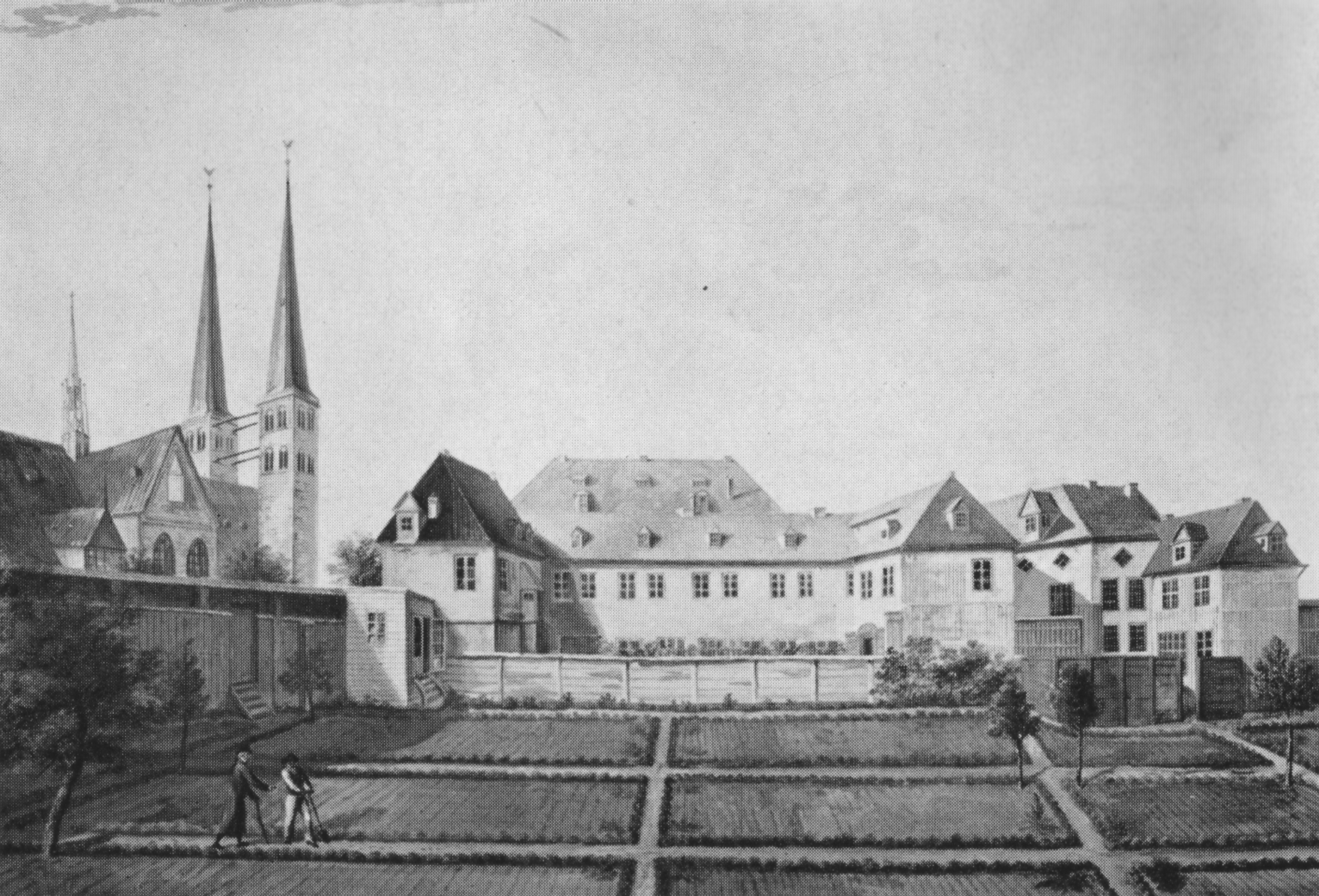
Der Lübecker Bischofshof (1818)

Der Bischofshof war die Lübecker Kurie und lange Zeit Residenz der Bischöfe von Lübeck.

## Lage
Der Bischofshof nahm das direkt gegenüber vom Dom gelegene heutige Grundstück Domkirchhof 2–6 ein, auf dem sich heute ein Teil der Oberschule zum Dom sowie eine benachbarte Grundschule befinden.

## Geschichte
Der älteste schriftliche Beleg für die Existenz des Bischofshofs bezieht sich auf den 1317 bis 1341 amtierenden Bischof Bochholt, der dort ein großes steinernes Haus errichten ließ. Bauliche Befunde bei Abrissarbeiten im Jahre 1887 (siehe weiter unten) deuten aber darauf hin, dass Bochholt ein bereits bestehendes Gebäude erweiterte oder umbaute.
Im 15. Jahrhundert erfolgte ein erheblicher Ausbau durch Bischof Sachau, der ein weiteres  großes steinernes Haus aufführte, das über eine ausdrücklich erwähnte eigene Kapelle mit Deckengewölbe verfügte, sowie ein langes steinernes Haus, in dem sich die Unterkünfte für sein Gefolge sowie die Stallungen befanden.
Schon ab 1350 residierten die Lübecker Bischöfe nicht mehr in der Stadt selbst, sondern bevorzugten das Eutiner Schloss, wo sie im Unterschied zur Freien Reichsstadt Lübeck als Fürstbischöfe selber die Obrigkeit darstellten. Nach der Reformation büßte der Bischofshof seine Bedeutung endgültig ein und diente nur noch als gelegentliche Unterkunft.
Nach dem Ende des Hochstifts Lübeck im Reichsdeputationshauptschluss ging der Bischofshof 1804 in Privatbesitz über und wurde 1819 bis auf einen Wirtschaftstrakt, der die beiden Hauptgebäude verband und bei dem es sich wohl um das lange steinerne Haus Bischof Sachaus handelte, abgebrochen. 1850 bezog die Domschule den Bischofshof. 1887 erfolgte auch der Abriss dieses letzten Bauwerks, da das Grundstück für den Bau des neuen Schulgebäudes benötigt wurde. Dabei entdeckte man an der zum Dom weisenden Außenmauer Überreste eines monumentalen Wandgemäldes, das auf die Wende vom 13. zum 14. Jahrhundert datiert werden konnte. Dieser Fund zeigte, dass der Ursprungsbau bereits vor Bischof Bochholts Amtszeit bestanden haben musste. Das auch Catalogus episcoporum lubicensium genannte Gemälde, eine gelegentlich in Urkunden erwähnte lebensgroße Darstellung der frühesten Bischöfe Lübecks, gehörte zur Ausgestaltung der Aula im Erdgeschoss von Bochholts steinernem Haus. Hierdurch wurde auch klar, dass der zum Dom orientierte Flügel der Bau Bochholts gewesen sein muss, der andere hingegen der von Sachau errichtete.

## Architektur

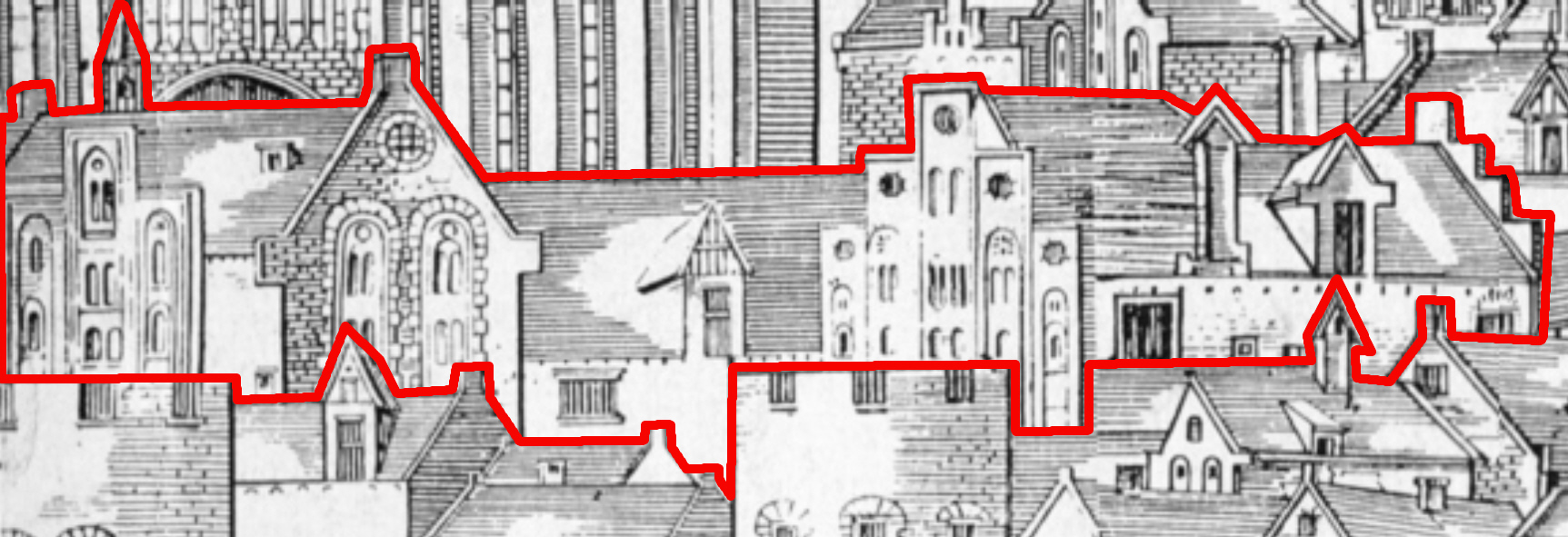
Rot umrandet: Der Bischofshof auf Elias Diebels Stadtansicht von 1552

Das Aussehen des Bischofshofs ist im Wesentlichen durch zwei bildliche Darstellungen überliefert. Elias Diebels monumentale Stadtansicht von 1552 zeigt den Gebäudekomplex vor dem Dom zwar durch gegenläufige Perspektiven verzerrt, aber in individueller Darstellung. Deutlich erkennbar sind die beiden Hauptgebäude des 14. und 15. Jahrhunderts sowie der verbindende Wirtschaftstrakt. Auch der kleine Glockenturm, der in einigen alten Quellen erwähnt wurde, ist abgebildet. Die Bauten weisen die auch für die Bürgerhäuser typischen Treppengiebel auf.
Die andere wichtige Darstellung wurde 1818, ein Jahr vor dem Abriss der Hauptgebäude, von einem unbekannten Künstler angefertigt und vermittelt einen Eindruck vom letzten Zustand des Komplexes. Die Treppengiebel sind verschwunden, an ihre Stelle traten Walmdächer. Die genauen baulichen Beziehungen der einzelnen Gebäudeteile zueinander gehen aus dem Bild nicht völlig eindeutig hervor, da der Künstler besonders bei den verschachtelten Anbauten ganz rechts Schwierigkeiten hatte, eine konsistente Perspektive anzuwenden.